# Decathlon (Spiel)
Reiner Knizia's Decathlon ist eine Würfelspielsammlung, die von dem deutschen Spieleautor Reiner Knizia entwickelt und bei seinem eigen Verlag Knizia Games als „Print-and-Play“-Spiel veröffentlicht wurde.

## Spielweise
Das Spiel besteht aus 10 einzelnen Würfelspielen, die nacheinander gespielt werden und einen leichtathletischen Zehnkampf nachempfunden sind. So gilt es in den Disziplinen 100-m-Lauf, Weitsprung, Kugelstoßen, 400-m-Lauf, 110-m-Hürdenlauf, Diskuswurf, Stabhochsprung, Speerwurf und 1500-m-Lauf möglichst viele Punkte und Medaillen zu gewinnen.
In jeder Disziplin müssen dazu mit bis zu acht Würfeln nach jeweils anderen Regeln möglichst viele Augen gewürfelt werden.